# М'язове волокно

Схема будови відрізка м'язового волокна: 1 — саркоплазматичний ретикулум; 2 — термінальні цистерни саркоплазматичного ретикулуму; 3 — Т-трубки; 4 — тріади; 5 — сарколема; 6 — міофібрили; 7 — А-диск; 8 — І-диск; 9 — Z-лінія; 10 — мітохондрії.

М'язове волокно (міоцит) —  основна структурна та функціональна одиниця соматичної м'язової тканини; третя стадія та результат гістогенезу.
Довжина м'язового волокна часто збігається з довжиною м'яза, до складу якого воно входить.

## Структура
Волокно покрите сарколемою (від грец. σαρξ (σαρκός) — м'ясо, плоть і грец. λέμμα – шкірка), яка складається із двох мембран. Зовнішня базальна мембрана стикується із ретикулярними та тонкими колагеновими волокнами сполучної тканини, що її оточує. Внутрішня мембрана аналогічна плазмолемі усіх тканинних клітин і бере участь у проведенні імпульсів скорочення волокна. Плазмолема утворює систему вузеньких канальців, які пронизують все волокно і зливаються із сарколемою протилежного боку. Таким чином, вся саркоплазма пронизана системою поперечних трубок, Т-системою. Цитоплазма має спеціальну назву — саркоплазма, структурними компонентами якої є міофібрили (скорочувальний апарат волокна), органели, включення, гіалоплазма.
Численні ядра м'язового волокна розміщуються на периферії під саркоплазмою. У гіалоплазмі волокна локалізуються добре розвинені мітохондрії (саркосоми), які скупчуються між мікрофібрилами, навколо численних ядер, безпосередньо, під сарколемою. Це ті зони волокна, які потребують значної кількості АТФ, через це стає зрозумілою висока метаболічна активність скелетних м'язів. Найінтенсивнішого розвитку досягає агранулярна ендоплазматична сітка (саркоплазматичний ретикулум). Її мембранні елементи розмішуються вздовж саркомерів (частинки, з яких складається волокно й залежить його довжина). Саркоплазматичному ретикулуму притаманна специфічна функція нагромадження іонів кальцію, необхідних при скороченні та розслабленні м'язового волокна. Інші органоїди (гранулярний ендоплазматичний ретикулум, комплекс Гольджі й інші) розвинені слабше та локалізуються біля ядер, на периферії під сарколемою. Ядра можуть розміщуватися у вигляді ланцюжка один за одним, що є в результаті амітотичного поділу — показник реактивного стану м'язового волокна. Кількість ядер коливається від десятка до декількох сотень, вони мають овальну форму. Гетерохроматин у вигляді великих гранул знаходиться у порівняно світлій нуклеоплазмі.
Поміж міофібрил локалізується значна кількість гранул глікогену (трофічного) включення — матеріалу для синтезу АТФ. У цитоплазмі м'язового волокна містяться дихальні ферменти, білок, міоглобін — аналог гемоглобіну еритроцитів, який також здатний зв'язувати та віддавати кисень. Міоглобін забарвлює м'язові волокна у червоний колір. Залежно від вмісту саркоплазми (а, отже, і міоглобіну), товщини і ферментного складу м'язові волокна поділяють на червоні та білі.
Червоні волокна у саркоплазмі містять велику кількість міоглобіну, численні мітохондрії, багаті на цитохроми, міофібрили у них мають незначну товщину. М'язи, у яких переважають червоні волокна, здатні до тривалішої безперервної активності, оскільки їх саркоплазма добре забезпечує енергетичні потреби.
Білі волокна містять у саркоплазмі менше міоглобіну та мітохондрій, у них більша товщина міофібрил. Білі м'язові волокна здатні скорочуватися швидше, ніж червоні, але вони порівняно швидко втомлюються, тому що не забезпечують структури саркоплазми дос-татньою кількістю енергії.

### Міофібрили
Найбільшу питому вагу у саркоплазмі становлять міофібрили. Вони розміщуються вздовж м'язового волокна і їх довжина збігається з довжиною волокна, діаметр міофібрил — 1—2 мкм. Вони мають характерну поперечну смугастість (чергування світлих і темних смуг, дисків), що зумовлено особливістю їхньої структури і, в зв'язку з цим, різними оптичними властивостями. Усі темні й всі світлі диски міофібрил в одному волокні містяться на одному рівні, через що волокно має поперечну посмугованість. Поздовжня орієнтація міофібрил надає м'язовому волокну поздовжню смугастість.
У поляризованому світлі темні смуги (диски) мають подвійне променезаломлення — анізотропію, через що їх називають анізотропними — А-дисками. Світлі диски є однопроменезаломними, через що їх називають ізотропними — І-дисками. Всередині кожного І-диска проходить темна зона — лінія Z (телофрагма). У центрі А-диска спостерігається світліша зона — лінія Н (смужка Гензена), посередині якої розміщується тонка, темна лінія М (мезофрагма).
Міофібрили можна одержати, розщепивши м'язове волокно.

### Саркомери
Структурною одиницею міофібрил є саркомер. Це ділянка міофібрили між двома телофрагмами. В міофібрилі саркомери розміщуються один за одним і в зоні Т-телофрагми, багатої на глікозаміноглікани, міофібрили можуть при мацерації розпадатися на окремі саркомери.
Саркомер — це частина міофібрили, що складається із Т-телофрагми — лінії Z (для двох сусідніх саркомерів), половин І- й А-диска половини зони Н, М-мезофрагми - половини зони Н, половин А- й І-дисків, лінії Z- телофрагми.

## Механізм скорочення

Саркомер

Саркомери — це елементарні скоротливі одиниці поперечно-смугастих м'язів, які скорочуються завдяки здатності зменшувати свою довжину в два рази. 
Електронно-мікроскопічними, гістохімічними, біохімічними дослідженнями вдалося встановити функціональну морфологію саркомера. Були ідентифіковані поздовжні нитки саркомера - міофіламенти або мікрофіламенти двох типів. А-диск складається із товстих міофіламентів (діаметр — 10— 12 нм, довжина — 1,5—2 мкм), І-диск — із тонких (діаметр — 5-7 нм, довжина — 1-1,3 мкм) міофіламентів. Матеріалом, з якого складаються товсті міофіламенти, є білок міозин, а тонкі — актин, тропоміозин-В і тропін. Кількісне співвідношення міозинових і актинових міофіламентів в одній міофібрилі 1:2, тобто на один міозиновий міофіламент припадає два актинових. Актинові й міозинові міофіламенти контактують один з одним не кінець в кінець, а переміщуються (ковзають) відносно одне одного і в А-диску утворюють зону перекриття. Частину А-диска, яка складається лише з міозинових міофіламентів, називають Н-лінією і, порівняно із зоною перекриття, вона є світлішою. При скороченні саркомера актинові міофіламенти ще далі проникають у проміжки між міозиновими, а при повному скороченні їхні вільні кінці майже збігаються у середині саркомера.
Оскільки довжина таких філаментів залишається незмінною, вони, просочуючись між товстими філаментами, тягнуть за собою телофрагми, до яких прикріплені, тим самим зближуючи кінці усіх саркомерів. У повністю скороченому саркомері Н-зона, а також І-диски майже зникають і весь саркомер перетворюється на зону перекриття. М-лінія (мезофрагма) — це місце з'єднання товстих міозинових міофіламентів в анізотропному А-диску, Z-лінія (телофрагма) проходить через усю товщину саркомера, а зона прикріплення тонких актинових міофіламентів має зигзагоподібний контур. Z-лінія складається із Z-філаментів, до складу яких входять білки — тропоміозин-В та L-актин, Z-філаменти формують решітку, до якої з обох боків прикріплюються тонкі актинові міофіламенти І-дисків двох сусідніх саркомерів. Таким чином, телофрагми (Z-лінії) та мезофрагми (М-лінії) є опорним апаратом саркомерів. Отже, під час скорочення м'язового волокна його скоротливий апарат зазнає таких змін: зменшується довжина саркомера, оскільки актинові міофіламенти І-диску просуваються (ковзають) між міозиновими А-диску, зсуваючись до Н-лінії (мезофрагми) А-диску; збільшуються зони перекриття, формуючи бокові з'єднання (місточки) між актиновими та міозиновими міофіламентами; скорочується Н-лінія (мезофрагма); зближуються Z-лінії (телофрагми). Чим сильніше скорочується міофібрила, тим глибше актинові міофіламенти заходять у проміжки між міозиновими, зони перекриття розширяються за рахунок звуження Н-ліній.
Для розуміння механізму скорочення міофібрили необхідно згадати про наявність спеціалізованого саркоплазматичного ретикулуму саркоплазми волокна та утворення плазмолемою системи поперечних канальців Т-трубочок. Зони контакту системи Т-трубочок і термінальних цистерн саркоплазматичного ретикулуму називають тріадами. Т-трубки проходять на рівні Z-ліній (телофрагми) через все волокно і контактують з цистернами саркоплазматичної сітки з протилежного боку. Таким чином, Т-трубочки локалізуються на межі двох саркомерів і контактують з терміналями саркоплазматичної сітки обох саркомерів, утворюючи тріади. Ці структури відіграють основну роль в деполяризації (поширенні імпульсу) та акумуляції іонів кальцію.
Плазмолема м'язового волокна, так як і неврилема нервових волокон, електрично поляризована. Внутрішня поверхня плазмолеми, розслабленого м'язового волокна, має негативний потенціал, а зовнішня-позитивний. При скороченні м'язових волокон хвиля деполяризації по нервовому волокну через нервове закінчення досягає плазмолеми м'язового волокна і викликає її місцеву деполяризацію. Через систему Т-трубочок, яка зв'язана з плазмолемою та тріадою, хвиля деполяризації впливає на проникність мембран саркоплазматичного ретикулуму, що призводить до звільнення акумульованих іонів кальцію з її поверхні у саркоплазму. В присутності іонів кальцію активізується розщеплення АТФ, що необхідно для утворення актоміозинового комплексу та ковзання актинових міофіламентів по відношенню до міозинових. Це викликає скорочення кожного саркомера, а звідси міофібрил та м'язових волокон у цілому (див. рис.).
Важливе місце у цьому процесі належить молекулам міофіламентів-міозину. Вони складаються із головки та довгого хвостика. При гідролізі АТФ, чому сприяє АТФ-на активність головок молекул міозину, вони утворюють зв'язки (містки) з певними частинами молекул міофіламентів-актину. Актинові міофіламенти зближаються до центру саркомеру, Z-лінії (телофрагми) зближуються, збільшуються зони перекриття, зменшуються Н-зони (мезофрагма) анізотропних дисків міофібрил. Потім з участю АТФ актоміозинові зв'язки руйнуються, а міозинові головки приєднуються до сусідніх ділянок актинових міофіламентів, що сприяє дальшому просуванню міофіламентів один до одного. При зменшенні концентрації іонів кальцію (вони трансформуються на мембрани саркоплазматичного ретикулуму) скорочення м'язового волокна припиняється. Для цього також необхідна енергія АТФ. Отже, при розслабленні так, як і при скороченні м'язового волокна витрачається АТФ, джерелом якої в саркоплазмі є глікоген, глюкоза та жирні кислоти.

## Фіксація
Кінці м'язових волокон міцно фіксуються до сухожилків або сухожильних прошарків, що розміщуються між ними. Сарколема утворює пальцеподібні вирости, між якими знаходяться колагенові волокна сполучної тканини, які кріплять м'язові волокна до кісток. Цей зв'язок настільки міцний, що при навантаженні, яке здатне розірвати м'язи або сухожилки, структура залишається цілою.
Тонкі прошарки рихлої сполучної тканини між м'язовими волокнами називають ендомізій, ретикулярні і колагенові волокна його переплітаються з волокнами сарколеми (зовнішній сполучно-тканинний шар). В ендомізії локалізуються гемокапіляри та структури нервової тканини.
Комплекс волокна з окільними елементами є структурною і функціональною одиницею скелетного м'яза. М'язові волокна об'єднуються у пучки, між якими є товстіші прошарки рихлої сполучної тканини, яка носить назву перимізій.
Сполучну тканину, що покриває м'яз у цілому, як орган, називають епімізій.

## Відтворення
М'язові волокна здатні до активної регенерації. Репаративна регенерація відбувається на фоні відмирання старих структур і утворення нових. Як і при нормальному гістогенезі, регенерація відбувається у три фази: міобластичну; м'язових трубочок; формування м'язового волокна.